# Kenji Kimihara

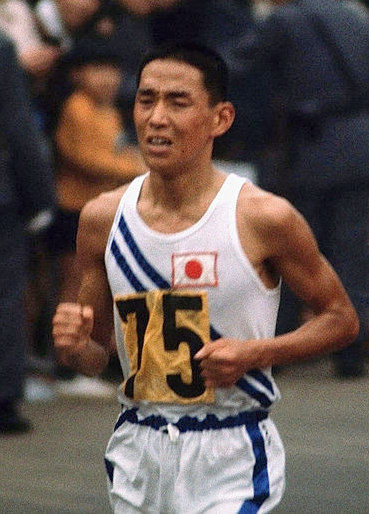
Kenji Kimihara bei den Olympischen Spielen 1964

Kenji Kimihara (jap. 君原 健二, Kimihara Kenji; * 20. März 1941 in Kitakyūshū) ist ein ehemaliger japanischer Langstreckenläufer und Olympiasilbermedaillengewinner.
Kenji Kimhara nahm dreimal an Olympischen Spielen im Marathonlauf teil. Bei den Spielen 1964 in Tokio belegte er in 2:19:49 h Platz 8, bei den Spielen 1968 in Mexiko-Stadt gewann er in 2:23:31 h Silber hinter dem Äthiopier Mamo Wolde und bei den Spielen 1972 in München wurde er Fünfter in 2:16:27 h 1966 gewann Kimihara in 2:17:11 h den 70. Boston-Marathon.
Kimihara hatte bei einer Körpergröße von 1,67 m ein Wettkampfgewicht von 58 kg.